# Playoffs NBA 1964
Navigation
1963 1965
Les playoffs NBA 1964 sont les playoffs de la saison NBA 1963-1964. Ils se terminent sur la victoire des Celtics de Boston face aux Warriors de San Francisco quatre matches à un lors des Finales NBA.

## Fonctionnement
Dans chaque Division, les trois meilleures équipes sont qualifiées pour les playoffs au terme de la saison régulière.
Lors des Demi-finales de Division, le deuxième affronte le troisième dans une série au meilleur des trois matches. Le gagnant rencontre alors, en Finales de Division, le premier de la Division au meilleur des sept matches. Les deux gagnants se rencontrent lors des finales NBA, qui se jouent au meilleur des sept matches.
Les séries se déroulent de la manière suivante :
| Match | Division        | Division        | Division        | Finales NBA     |
| Match | Demi-finales    | Demi-finales    | Finales         | Finales NBA     |
| Match | Est             | Ouest           | Finales         | Finales NBA     |
| ----- | --------------- | --------------- | --------------- | --------------- |
| 1     | Meilleur bilan  | Meilleur bilan  | Meilleur bilan  | Meilleur bilan  |
| 2     | Moins bon bilan | Meilleur bilan  | Meilleur bilan  | Meilleur bilan  |
| 3     | Meilleur bilan  | Moins bon bilan | Moins bon bilan | Moins bon bilan |
| 4     | Moins bon bilan | Moins bon bilan | Moins bon bilan | Moins bon bilan |
| 5     | Meilleur bilan  | Meilleur bilan  | Meilleur bilan  | Meilleur bilan  |
| 6     | Série terminée  | Série terminée  | Moins bon bilan | Moins bon bilan |
| 7     | Série terminée  | Série terminée  | Meilleur bilan  | Meilleur bilan  |

## Qualification pour les playoffs
| Champion de division | Qualifié pour les playoffs | Éliminé des playoffs |

| Franchise             | V  | D  | PCT    | R  | Dom   | Ext   | N    | Div   |
| --------------------- | -- | -- | ------ | -- | ----- | ----- | ---- | ----- |
| Celtics de Boston     | 59 | 21 | 73,8 % | –  | 26–4  | 21–17 | 12–0 | 25–11 |
| Royals de Cincinnati  | 55 | 25 | 68,8 % | 4  | 26–7  | 18–18 | 11–0 | 27–9  |
| 76ers de Philadelphie | 34 | 46 | 42,5 % | 25 | 18–12 | 12–22 | 4–12 | 13–23 |
| Knicks de New York    | 22 | 58 | 27,5 % | 37 | 10–25 | 8–27  | 4–6  | 7–29  |

| Franchise                 | V  | D  | PCT   | R  | Dom   | Ext   | N    | Div   |
| ------------------------- | -- | -- | ----- | -- | ----- | ----- | ---- | ----- |
| Warriors de San Francisco | 48 | 32 | 60%   | –  | 25–14 | 21–15 | 2–3  | 29–17 |
| Hawks de Saint-Louis      | 46 | 34 | 57%   | 2  | 27–12 | 17–19 | 2–3  | 30–16 |
| Lakers de Los Angeles     | 42 | 38 | 52,5% | 6  | 24–12 | 15–21 | 3–5  | 24–22 |
| Bullets de Baltimore      | 31 | 49 | 38,8% | 17 | 20–19 | 8–21  | 3–9  | 16–24 |
| Pistons de Détroit        | 23 | 57 | 28,8% | 25 | 9–21  | 6–25  | 8–11 | 13–33 |

## Tableau
|  | Demi-finales de Division | Demi-finales de Division | Demi-finales de Division  |                           |   | Finales de Division | Finales de Division | Finales de Division |  |  | Finales NBA | Finales NBA       | Finales NBA |
|  |                          |                          |                           |                           |   |                     |                     |                     |  |  |             |                   |             |
|  |                          |                          |                           |                           |   |                     |                     |                     |  |  |             |                   |             |
|  |                          | 1                        | Celtics de Boston         | 4                         |   |                     |                     |                     |  |  |             |                   |             |
|  | Division Est             | 1                        | Celtics de Boston         | 4                         |   |                     |                     |                     |  |  |             |                   |             |
|  |                          |                          | 2                         | Royals de Cincinnati      | 1 |                     |                     |                     |  |  |             |                   |             |
|  | 3                        | 76ers de Philadelphie    | 2                         | Royals de Cincinnati      | 1 | 2                   |                     |                     |  |  |             |                   |             |
|  | 3                        | 76ers de Philadelphie    |                           |                           |   | 2                   |                     |                     |  |  |             |                   |             |
|  | 2                        | Royals de Cincinnati     | 3                         |                           |   |                     |                     |                     |  |  |             |                   |             |
|  |                          |                          |                           |                           |   |                     |                     |                     |  |  | E1          | Celtics de Boston | 4           |
|  |                          |                          | O1                        | Warriors de San Francisco | 1 |                     |                     |                     |  |  |             |                   |             |
|  |                          |                          |                           |                           |   |                     |                     |                     |  |  |             |                   |             |
|  |                          |                          |                           |                           |   |                     |                     |                     |  |  |             |                   |             |
|  |                          | 1                        | Warriors de San Francisco | 4                         |   |                     |                     |                     |  |  |             |                   |             |
|  | Division Ouest           | 1                        | Warriors de San Francisco | 4                         |   |                     |                     |                     |  |  |             |                   |             |
|  |                          |                          | 2                         | Hawks de Saint-Louis      | 3 |                     |                     |                     |  |  |             |                   |             |
|  | 3                        | Lakers de Los Angeles    | 2                         | Hawks de Saint-Louis      | 3 | 2                   |                     |                     |  |  |             |                   |             |
|  | 3                        | Lakers de Los Angeles    |                           |                           |   | 2                   |                     |                     |  |  |             |                   |             |
|  | 2                        | Hawks de Saint-Louis     | 3                         |                           |   |                     |                     |                     |  |  |             |                   |             |

## Scores

### Demi-finales de Division

#### Division Est
(1) Les Celtics de Boston sont exemptés de demi-finales de division.
(2) Royals de Cincinnati vs. (3) 76ers de Philadelphie : Les Royals gagnent la série 3-2
- Match 1 le 22 mars 1964 à Cincinnati: Cincinnati 127, Philadelphia 102[2]
- Match 2 le 24 mars 1964 à Philadelphie: Philadelphie 122, Cincinnati 114[3]
- Match 3 le 25 mars 1964 à Cincinnati: Cincinnati 101, Philadelphie 89[4]
- Match 4 le 28 mars 1964 à Philadelphie: Philadelphie 129, Cincinnati 120[5]
- Match 5 le 29 mars 1964 à Cincinnati: Cincinnati 130, Philadelphie 124[6]

#### Division Ouest
(1) Les Warriors de San Francisco sont exemptés de demi-finales de division.
(2) Hawks de Saint-Louis vs. (3) Lakers de Los Angeles : Les Hawks gagnent la série 3-2
- Match 1 le 21 mars 1964 à Saint-Louis: St. Louis 115, Los Angeles 104[7]
- Match 2 le 22 mars 1964 à Saint-Louis: St. Louis 106, Los Angeles 90[8]
- Match 3 le 25 mars 1964 à Los Angeles: Los Angeles 107, St. Louis 105[9]
- Match 4 le 28 mars 1964 à Los Angeles: Los Angeles 97, St. Louis 88[10]
- Match 5 le 30 mars 1964 à Saint-Louis: St. Louis 121, Los Angeles 108[11]

### Finales de Division

#### Division Est
(1) Celtics de Boston vs. (2) Royals de Cincinnati : Les Celtics gagnent la série 4-1
- Match 1 le 31 mars 1964 à Boston: Boston 103, Cincinnati 87[12]
- Match 2 le 2 avril 1964 à Boston: Boston 101, Cincinnati 90[13]
- Match 3 le 5 avril 1964 à Cincinnati: Boston 102, Cincinnati 92[14]
- Match 4 le 7 avril 1964 à Cincinnati: Cincinnati 102, Boston 93[15]
- Match 5 le 9 avril 1964 à Boston: Boston 109, Cincinnati 95[16]

#### Division Ouest
(1) Warriors de San Francisco vs. (2) Hawks de Saint-Louis : Les Warriors gagnent la série 4-3
- Match 1 le 1er avril 1964 à San Francisco: St. Louis 116, San Francisco 111[17]
- Match 2 le 3 avril 1964 à San Francisco: San Francisco 120, St. Louis 85[18]
- Match 3 le 5 avril 1964 à St. Louis: St. Louis 113, San Francisco 109[19]
- Match 4 le 8 avril 1964 à St. Louis: San Francisco 111, St. Louis 109[20]
- Match 5 le 10 avril 1964 à San Francisco: San Francisco 121, St. Louis 97[21]
- Match 6 le 12 avril 1964 à St. Louis: St. Louis 123, San Francisco 95[22]
- Match 7 le 16 avril 1964 à San Francisco: San Francisco 105, St. Louis 95[23]

### Finales NBA
(1) Celtics de Boston vs. (1) Warriors de San Francisco : Les Celtics gagnent la série 4-1

#### Match 1
| 18 avril 1964 | Rapport | Warriors de San Francisco 96, Celtics de Boston 108 | Warriors de San Francisco 96, Celtics de Boston 108 | Warriors de San Francisco 96, Celtics de Boston 108 |  | Boston Garden, Boston Affluence : 13 909 |
| 18 avril 1964 | Rapport | Score par quart-temps : 24-25, 15-32, 25-22, 22-29  |                                                     |                                                     |  | Boston Garden, Boston Affluence : 13 909 |
| 18 avril 1964 | Rapport | Wilt Chamberlain 33                                 | Points                                              | Jones, Havlicek 28                                  |  | Boston Garden, Boston Affluence : 13 909 |
| 18 avril 1964 | Rapport | Boston mène la série 1 à 0                          |                                                     |                                                     |  | Boston Garden, Boston Affluence : 13 909 |

#### Match 2
| 20 avril 1964 | Rapport | Warriors de San Francisco 101, Celtics de Boston 124 | Warriors de San Francisco 101, Celtics de Boston 124 | Warriors de San Francisco 101, Celtics de Boston 124 |  | Boston Garden, Boston Affluence : 13 909 |
| 20 avril 1964 | Rapport | Score par quart-temps : 22-31, 21-31, 25-36, 33-26   |                                                      |                                                      |  | Boston Garden, Boston Affluence : 13 909 |
| 20 avril 1964 | Rapport | Wilt Chamberlain 32                                  | Points                                               | Sam Jones 31                                         |  | Boston Garden, Boston Affluence : 13 909 |
| 20 avril 1964 | Rapport | Boston mène la série 2 à 0                           |                                                      |                                                      |  | Boston Garden, Boston Affluence : 13 909 |

#### Match 3
| 22 avril 1964 | Rapport | Celtics de Boston 91, Warriors de San Francisco 115 | Celtics de Boston 91, Warriors de San Francisco 115 | Celtics de Boston 91, Warriors de San Francisco 115 |  | Cow Palace, San Francisco Affluence : 10 981 |
| 22 avril 1964 | Rapport | Score par quart-temps : 21-40, 22-27, 21-23, 27-25  |                                                     |                                                     |  | Cow Palace, San Francisco Affluence : 10 981 |
| 22 avril 1964 | Rapport | John Havlicek 22                                    | Points                                              | Wilt Chamberlain 35                                 |  | Cow Palace, San Francisco Affluence : 10 981 |
| 22 avril 1964 | Rapport | Boston mène la série 2 à 1                          |                                                     |                                                     |  | Cow Palace, San Francisco Affluence : 10 981 |

#### Match 4
| 24 avril 1964 | Rapport | Celtics de Boston 98, Warriors de San Francisco 95 | Celtics de Boston 98, Warriors de San Francisco 95 | Celtics de Boston 98, Warriors de San Francisco 95 |  | Cow Palace, San Francisco Affluence : 14 862 |
| 24 avril 1964 | Rapport | Score par quart-temps : 17-24, 23-20, 36-20, 22-31 |                                                    |                                                    |  | Cow Palace, San Francisco Affluence : 14 862 |
| 24 avril 1964 | Rapport | Tom Heinsohn 25                                    | Points                                             | Wilt Chamberlain 27                                |  | Cow Palace, San Francisco Affluence : 14 862 |
| 24 avril 1964 | Rapport | Boston mène la série 3 à 1                         |                                                    |                                                    |  | Cow Palace, San Francisco Affluence : 14 862 |

#### Match 5
| 26 avril 1964 | Rapport | Warriors de San Francisco 99, Celtics de Boston 105      | Warriors de San Francisco 99, Celtics de Boston 105 | Warriors de San Francisco 99, Celtics de Boston 105 |  | Boston Garden, Boston Affluence : 13 909 |
| 26 avril 1964 | Rapport | Score par quart-temps : 24-22, 17-23, 30-29, 28-31       |                                                     |                                                     |  | Boston Garden, Boston Affluence : 13 909 |
| 26 avril 1964 | Rapport | Wilt Chamberlain 30                                      | Points                                              | Sam Jones, Frank Ramsey 18                          |  | Boston Garden, Boston Affluence : 13 909 |
| 26 avril 1964 | Rapport | Boston gagne la série 4 à 1 et devient champion NBA 1964 |                                                     |                                                     |  | Boston Garden, Boston Affluence : 13 909 |